# Gil de Torres
Gil de Torres (Burgos o La Bureba,? - ?, 11 de noviembre de 1254), también llamado Egidio de Torres o Egidio Hispano, fue un cardenal castellano.
Estudiante de la universidad de París, fue canónigo de la catedral de Burgos hasta 1216, año en que fue creado cardenal diácono por Honorio III con el título de San Cosme y San Damián; en esta dignidad participó en los cónclaves en los que fueron elegidos los papas Gregorio IX, Celestino IV, Inocencio IV o Alejandro IV. Fue el tercer cardenal hispano de quien se tiene noticia, después de Pedro de Cardona y Pelagio Galvani.
Cuando murió el arzobispo de Toledo Rodrigo Jiménez de Rada, Torres fue elegido por el cabildo toledano para sucederle en la archidiócesis, pero Inocencio IV denegó su conformidad, alegando que «la iglesia universal necesitaba de su fiel y eficaz laboriosidad», y el nombramiento recayó finalmente en Juan de Medina de Pomar.